# Diptic

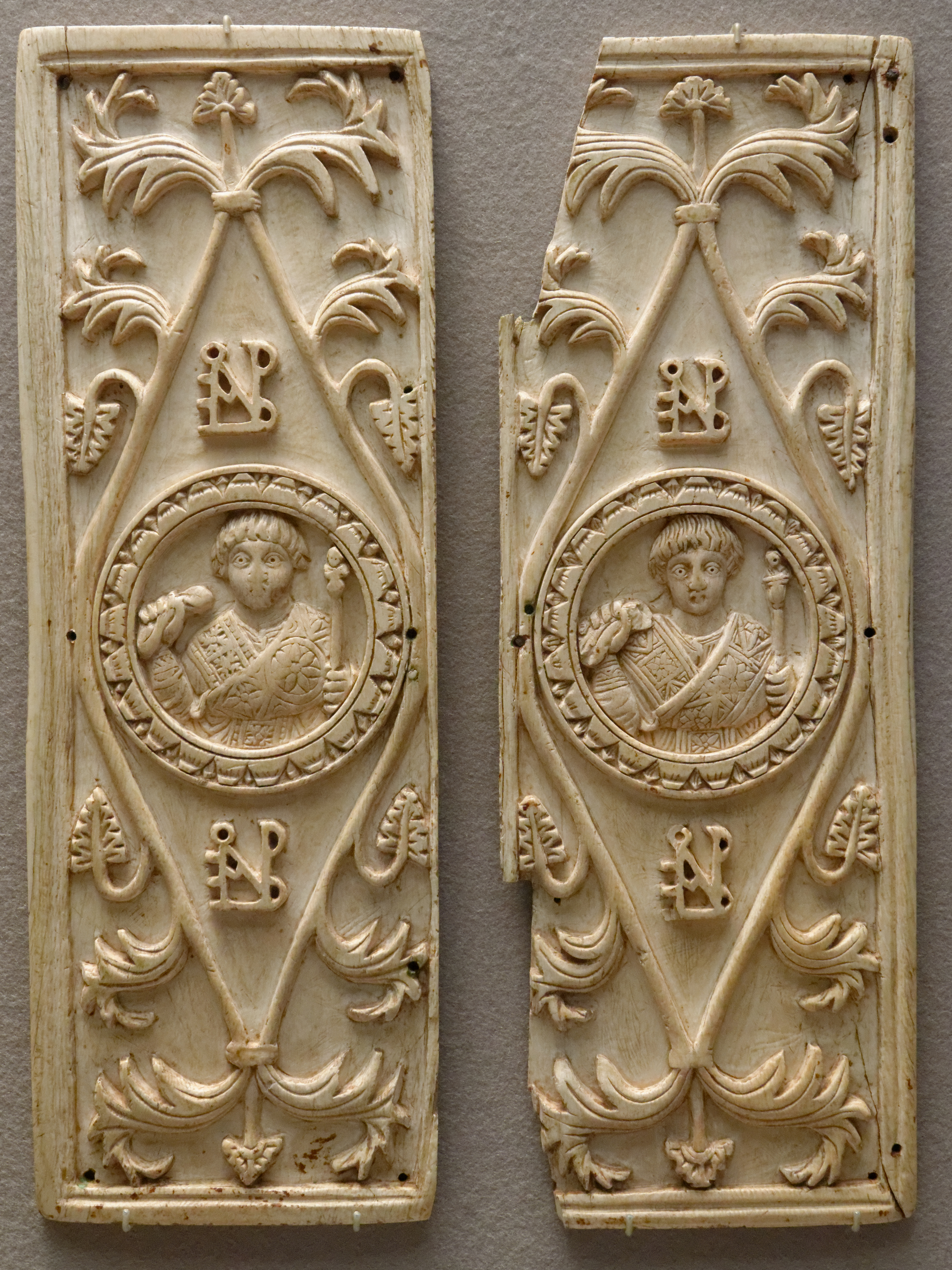
Diptic consular de fildeș al lui Areobindus, Bizanț, 506 d.Hr., Luvru

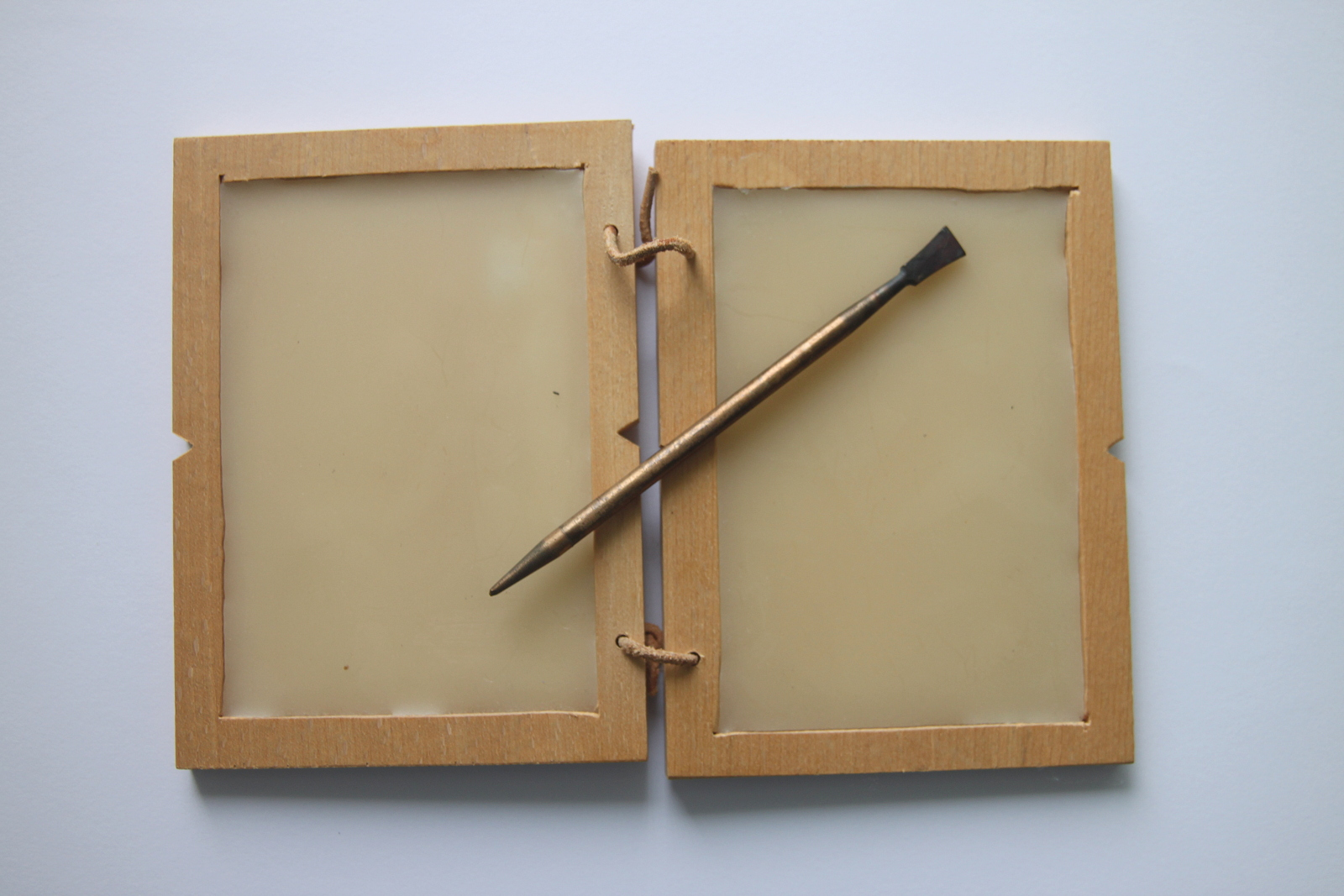
Tăbliță de ceară și un stilou roman

Un diptic este un obiect format din două plăci plate care alcătuiesc o pereche, adesea unite printr-o balama. De exemplu, caietul standard și carnetul școlar din Antichitate erau adesea diptice: două plăci cu spații scobite umplute cu ceară. Scrierea se realiza prin zgârierea suprafeței de ceară cu stilou. Când notițele nu mai erau necesare, ceara putea fi încălzită ușor și netezită pentru a permite reutilizarea. Versiunile obișnuite aveau rame din lemn, dar dipticurile mai luxoase erau fabricate din materiale mai scumpe.

## Etimologie
Cuvântul diptic este împrumutat din latinescul diptycha, la rândul său derivat din grecescul târziu δίπτυχα (díptycha, „pereche de tăblițe de scris”), pluralul neutru al lui δίπτυχος (díptychos, „îndoit în două”).

## Utilizarea în artă

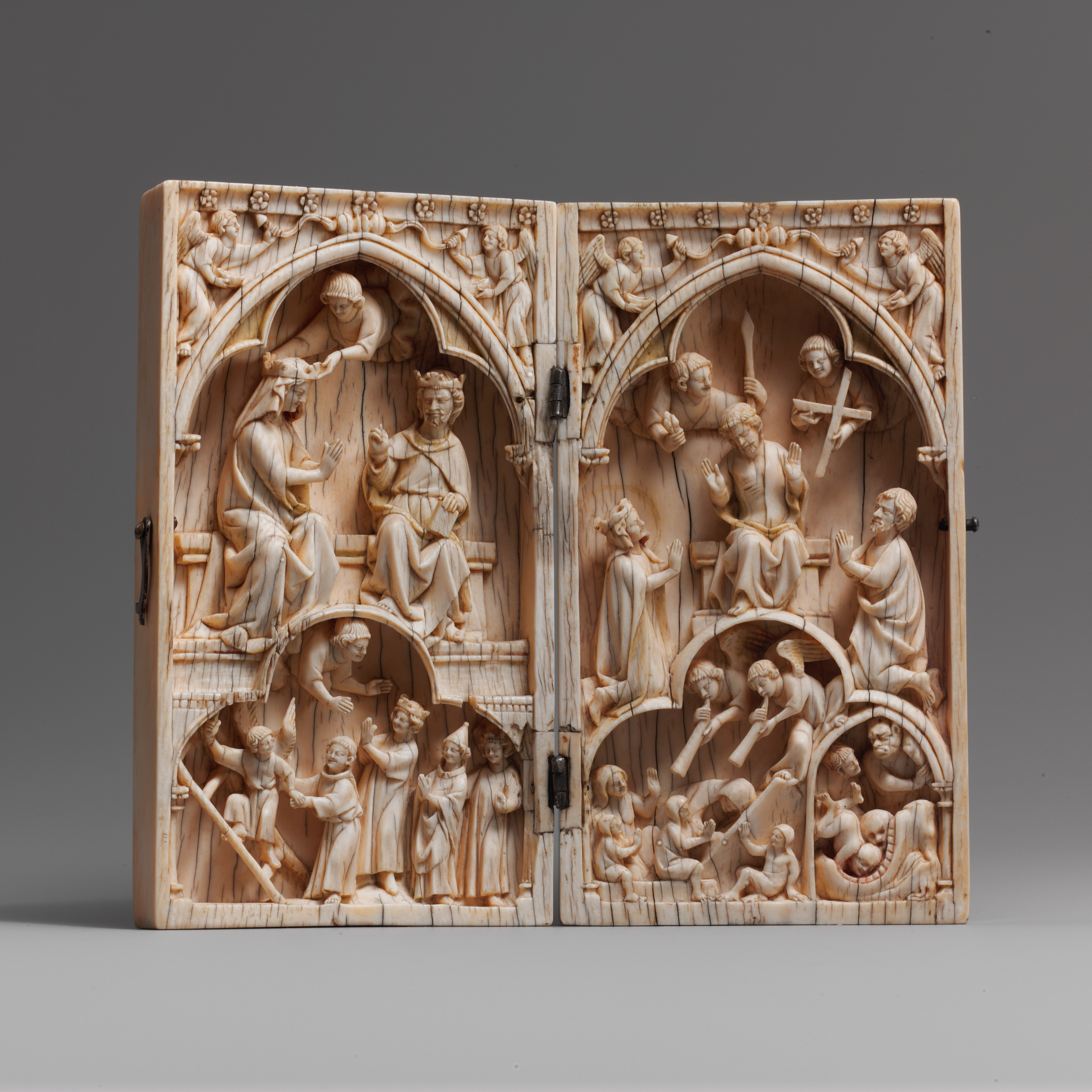
Diptic cu Încoronarea Fecioarei Maria și Judecata de Apoi, Muzeul Metropolitan de Artă

Ca termen artistic, un diptic este o lucrare formată din două piese sau panouri care, împreună, formează o singură operă de artă. Acestea pot fi fixate între ele sau expuse unul lângă altul. În Evul Mediu, panourile erau adesea articulate cu balamale, astfel încât să poată fi închise pentru a proteja operele de artă.
În Antichitatea târzie, dipticele-notițe din fildeș, cu coperți sculptate în relief jos pe fețele exterioare, reprezentau o formă artistică importantă: „dipticul consular” era realizat pentru a celebra numirea unei persoane ca consul roman și, se pare, erau produse în seturi și oferite de noul consul prietenilor și susținătorilor. Altele puteau celebra o nuntă sau, precum dipticul „Poet și Muză” de la Monza, erau comandate pentru uz privat. Unele dintre cele mai importante lucrări supraviețuitoare ale Imperiului Roman târziu sunt diptice, câteva zeci fiind păstrate, uneori prin reutilizarea lor inversă ca coperți de carte. Cel mai mare panou de fildeș bizantin păstrat (428 mm × 143 mm) este o pagină dintr-un diptic în stilul curții lui Justinian (cca. 525–550), reprezentând un arhanghel.
Din Evul Mediu, multe picturi pe panouri au avut forma dipticului, ca lucrări portabile mici pentru uz personal; cele ortodoxe răsăritene pot fi numite „icoane de călătorie”. Deși forma tripticului era mai frecventă, existau și diptice de fildeș cu scene religioase în relief, un stil apărut inițial în arta bizantină și foarte popular în perioada gotică în Occident, unde se produceau mai ales la Paris. Acestea erau potrivite pentru viața mobilă a elitei medievale. Fildeșurile prezentau adesea scene pe mai multe registre verticale, aglomerate cu figuri mici. Picturile aveau de regulă un singur subiect pe fiecare panou, iar cele două se completau reciproc, deși în secolul al XV-lea un panou (de obicei cel stâng) putea conține portretul proprietarului sau comanditarului, iar pe celălalt o reprezentare a Fecioarei sau un alt subiect religios. Partea exterioară, adesea uzată din cauza transportului, avea decorațiuni mai simple, inclusiv blazonul proprietarului.
Altarurile mari erau adesea realizate în formă de triptic, cu două panouri laterale care puteau fi închise peste reprezentarea centrală principală. Acestea sunt un tip de picturi multipanou, cunoscute ca poliptice. Dipticul a fost un format comun în pictura timpurie din Țările de Jos și a reprezentat subiecte variate, de la portrete la personaje și scene religioase. A fost deosebit de popular în secolele XV și XVI. Pictori precum Jan van Eyck, Rogier van der Weyden, Hans Memling și Hugo van der Goes au folosit acest format. Unii artiști moderni au folosit termenul în titlul unor lucrări formate din două picturi care nu sunt conectate fizic, dar sunt destinate să fie expuse împreună, precum „Marilyn Diptych” (1962) al lui Andy Warhol, un icon modern al culturii pop.
Termenul „diptic” este folosit și pentru filme sau opere literare care formează un cuplu complementar, ce se completează reciproc și constituie o operă distinctă față de părțile individuale. Un exemplu este perechea de piese de teatru ale lui Alan Ayckbourn, House și Garden.
Artistul stradal Banksy a folosit frecvent formatul diptic pentru diverse lucrări realizate în atelier, inclusiv pentru „Fata cu balonul”. Versiunea diptică a acestei lucrări este realizată prin pulverizare de vopsea pe pânză, fiecare panou măsurând 30 x 30 cm, și a fost lansată într-o ediție de 25 de exemplare în 2005.

## Utilizare ecleziastică
În literatura creștină timpurie, termenul „diptice” desemna liste oficiale cu numele celor vii și decedați comemorați de biserica locală (pomelnic). Cei vii erau înscriși pe o aripă a dipticului, iar cei adormiți pe cealaltă. Inscrierea numelui unui episcop în diptice semnifica că biserica locală se consideră în comuniune cu el, iar ștergerea numelui indica ruperea comuniunii. Numele din diptice erau citite public de diacon în timpul Liturghiei Divine (Euharistia) și de preot în timpul Liturghiei de Pregătire. Dipticele erau folosite și pentru a înscrie numele sfinților. Deși tabletele de ceară nu mai sunt folosite, termenul este păstrat în Biserica Ortodoxă Răsăriteană și Bisericile Catolice Răsăritene pentru a desemna conținutul dipticelor, cu aceleași conotații.

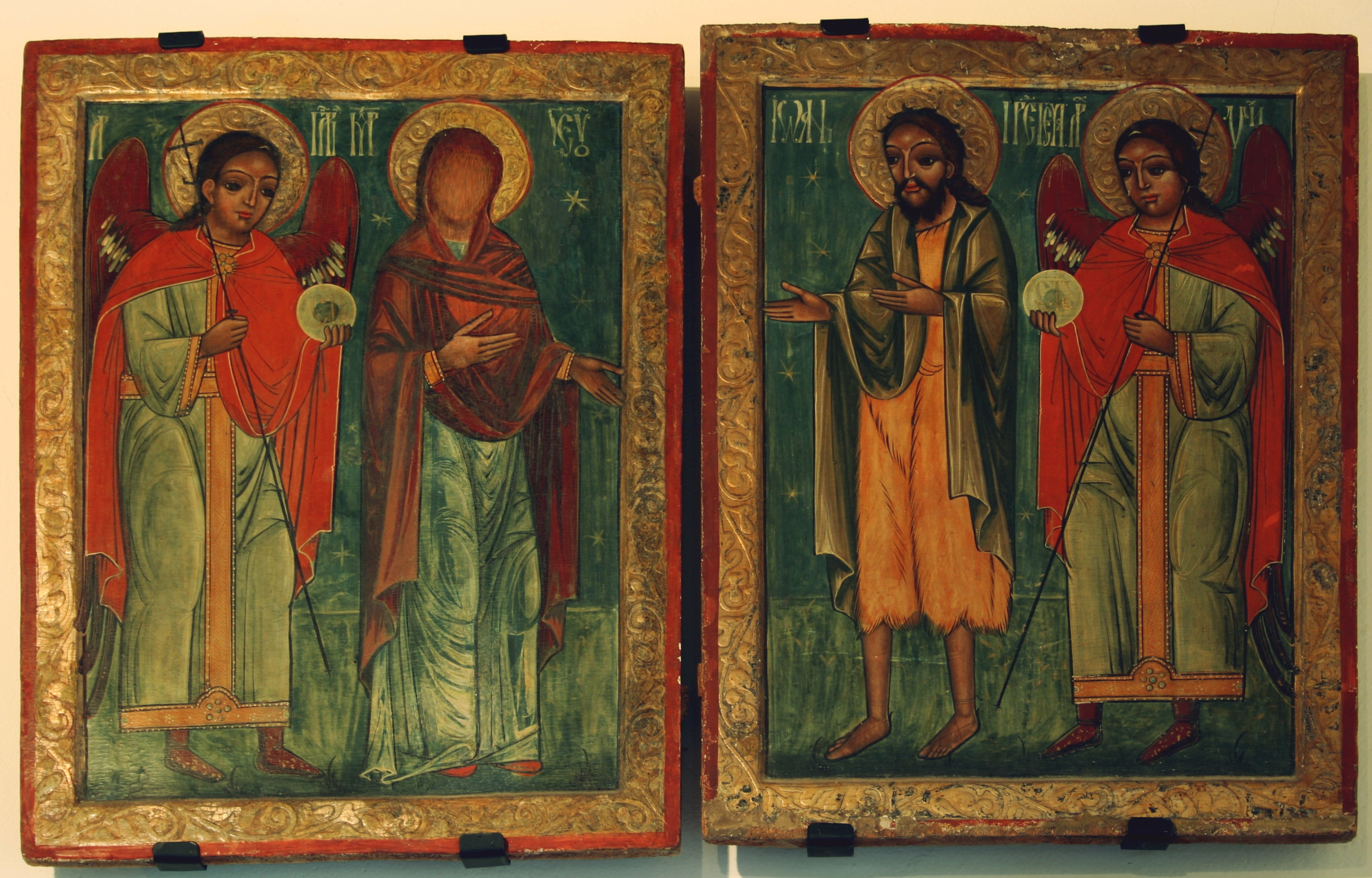
O icoană din secolul al XVII-lea (diptic). De la stânga la dreapta: Arhanghelul Mihail, Theotokos, Ioan Botezătorul, Arhanghelul Gavriil (Muzeul de Istorie din Sanok, Polonia)
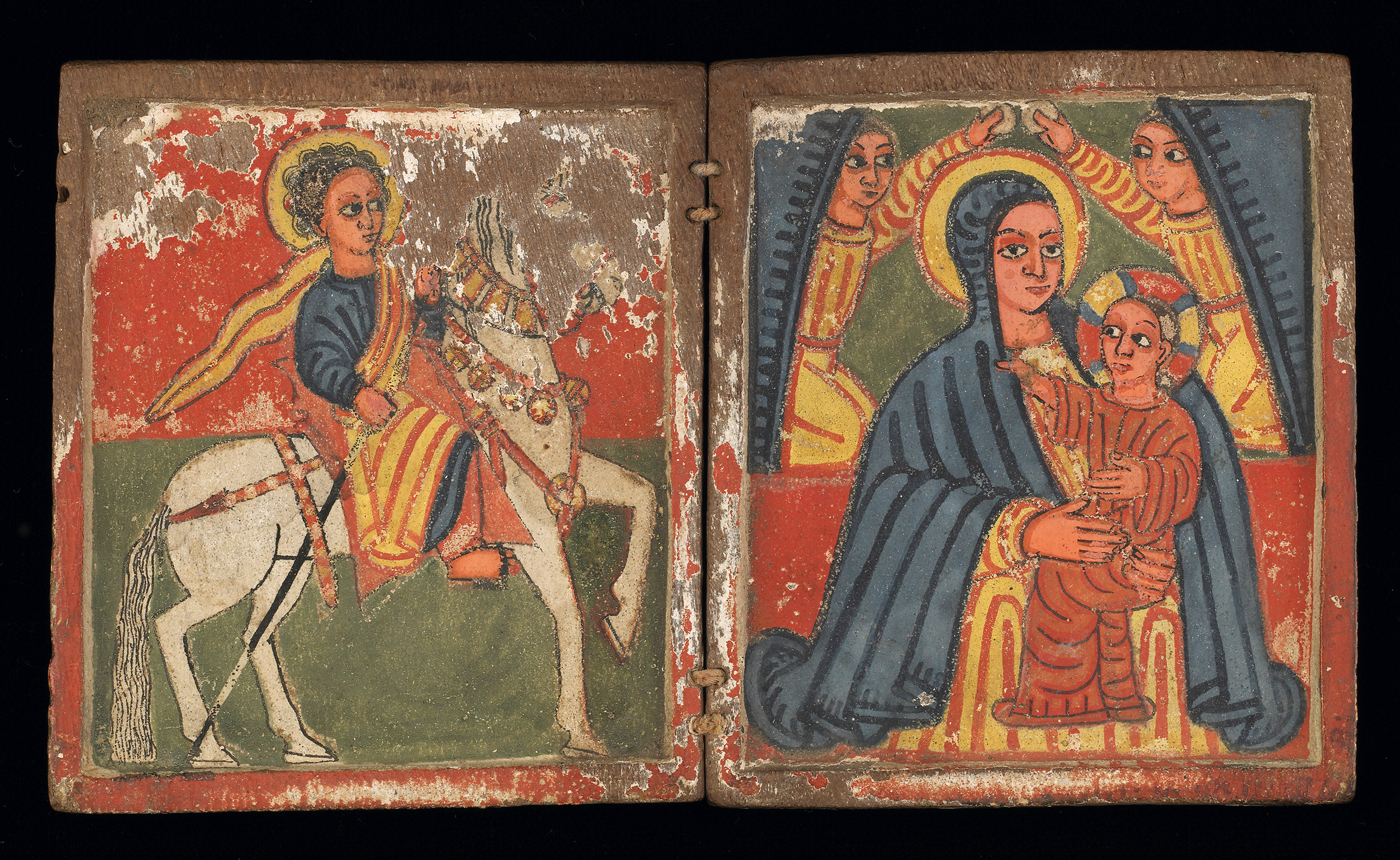
Diptic ortodox etiopian din lemn reprezentând Sfânta Maria și pruncul Iisus, cu arhangheli deasupra lor. Sfântul Gheorghe apare pe un cal alb în stânga. (Sfârșitul secolului al XVI-lea - începutul secolului al XVII-lea)

## Ceas solardiptic
Pe partea interioară a fiecărei foițe se afla un cadran solar: una dintre foițe forma un cadran vertical, iar cealaltă, unul orizontal. Indicatorul umbrei, numit gnomon, era o sfoară întinsă între cele două foițe, calibrată în funcție de unghiul de deschidere, esențial pentru precizie. Acest tip de ceas solar putea fi ajustat pentru orice latitudine, prin înclinarea sa astfel încât gnomonul să fie paralel cu axa de rotație a Pământului.
O eroare frecventă afirmă că, dacă ambele cadrane indică aceeași oră, instrumentul este corect orientat spre nord (în emisfera nordică). În realitate, un diptic combinat vertical–orizontal cu gnomon din sfoară va arăta aceeași oră pe ambele cadrane indiferent de orientare. Proprietatea de autoaliniere este valabilă istoric doar pentru dipticele care combină un cadran analemmatic cu unul vertical. Și în cazul unui dublu cadran pe o placă plană, format dintr-un cadran orizontal și unul analemmatic, orientarea este corectă dacă ambele indică aceeași oră.
Unele diptice includeau și calendare rudimentare, sub forma unor pelekinons calibrate pentru un nodus sub forma unei mărgele sau a unui nod pe sfoară. Acestea erau precise până la aproximativ o săptămână, suficient pentru a determina perioadele de plantare a culturilor.
Unele diptice aveau calendare aproximative, sub forma de pelekinons calibrate la un nodus  Acestea erau precise până la aproximativ o săptămână, suficient pentru a determina perioadele de plantare a culturilor.

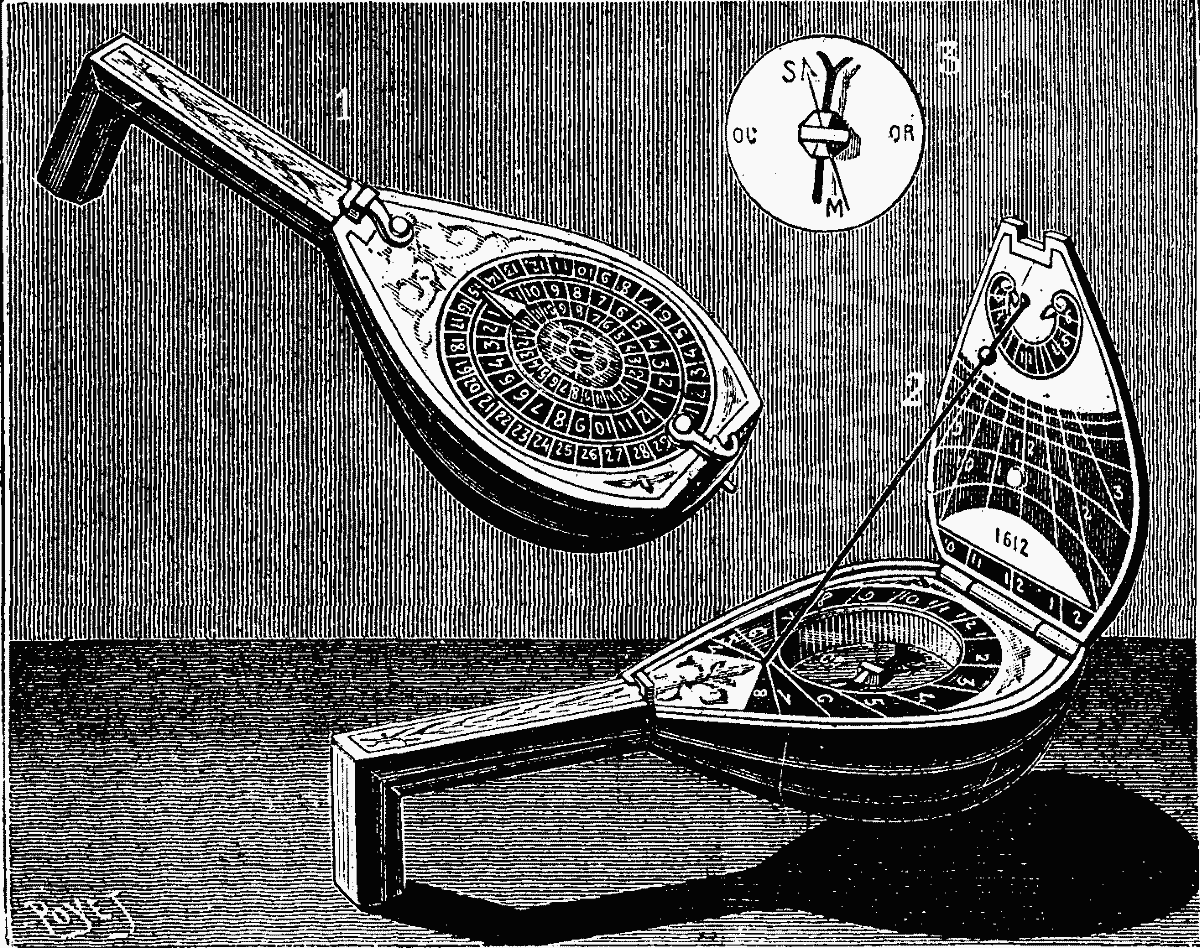
Cadran solar diptic în formă de lăută, c. 1612
Pictura Banksy Fată cu balon (diptic) din ediția semnată de 25 de exemplare din 2005.